# Erhard Cramer
Erhard Cramer (* 13. September 1967 in Soller) ist ein deutscher Mathematiker und Hochschullehrer. Er ist Universitätsprofessor für Angewandte Stochastik am Institut für Statistik und Wirtschaftsmathematik der RWTH Aachen.
Cramer studierte Mathematik mit Nebenfach Wirtschaftswissenschaft an der RWTH Aachen, wo er im März 1997 promoviert wurde. Nach seiner Habilitation 2003 an der Universität Oldenburg erhielt er zunächst einen Ruf an die Technische Universität Darmstadt. Seit 2004 ist er Universitätsprofessor für Angewandte Stochastik in Aachen.
Seine Arbeitsgebiete sind: Modelle geordneter Zufallsvariablen, Zuverlässigkeitstheorie, Extremwerttheorie, Mathematische Statistik, Neue Medien in der Mathematik.

## Schriften
- mit Udo Kamps: Statistik griffbereit: Eine Formelsammlung zur Wahrscheinlichkeitsrechnung und Statistik. 5. Auflage ISW, Aachen 2013.
- mit Udo Kamps: Grundlagen der Wahrscheinlichkeitsrechnung und Statistik. 2. Auflage. Springer, Berlin 2008, ISBN 978-3-540-77761-8.
- mit Udo Kamps: Wirtschaftsmathematik. Einführendes Lehr- und Arbeitsbuch. 3. Auflage. Oldenbourg, München 2009, ISBN 978-3-486-59130-9.
- mit Johanna Nešlehová: Vorkurs Mathematik. Arbeitsbuch zum Studienbeginn in Bachelor-Studiengängen. 3. Auflage. Springer, Berlin 2008, ISBN 978-3-540-78180-6.